# オムリ・グラゼル
オムリ・グラゼル（ヘブライ語: עומרי גלזר, ラテン文字転写: Omri Glazer、1996年3月11日 - ）は、イスラエルとルーマニアのサッカー選手。ポジションはゴールキーパー。

## 経歴
2021年6月15日、ハポエル・ベエルシェバFCと3年契約を締結した。
2023年6月22日、レッドスター・ベオグラードと1年延長オプションつきの3年契約を締結した。